# Czarnylas (województwo wielkopolskie)
Czarnylas (d. Schwarzwald, Przygodzka Huba;  do 1996 Czarny Las) – wieś w Polsce położona w województwie wielkopolskim, w powiecie ostrowskim, w gminie Przygodzice.
Wieś położona jest około 15 km na południe od Ostrowa Wielkopolskiego, na skrzyżowaniu drogi wojewódzkiej nr 444 Krotoszyn – Ostrzeszów z drogą krajową 25 Bydgoszcz – Ostrów – Wrocław. Z trzech stron otoczony jest lasami: Antonin oraz Świeca, z jednej strony ograniczają Czarnylas rozlewiska i młaki wokół strumienia Złotnica (dorzecze Baryczy).

## Ulice
Zgodnie z Uchwałą Nr IV/33/2019 Rady Gminy Przygodzice z dnia 22 lutego 2019 r., w miejscowości Czarnylas nadano nazwy następującym ulicom (w kolejności alfabetycznej):
Akacjowa, Brzozowa, Bukowa, Cisowa, Dębowa, Jagodowa, Jodłowa, Kasztanowa, Klonowa, ks. Wojciecha Liberskiego, Kwiatowa, Lawendowa, Leśna, Lipowa, Makowa, Morelowa, Odolanowska, Ogrodowa, Osiedlowa, Polna, Sadowa, Słoneczna, Sosnowa, Sportowa, Strumykowa, Świerkowa, Topolowa, Wierzbowa, Wiklinowa, Wiśniowa, Wrocławska, Wrzosowa.

## Historia
W przeszłości teren silnego osadnictwa niemieckiego – cechą charakterystyczną osady było duże rozdrobnienie wyznaniowe. W I poł. XIX w. istniała tu huta szkła wytapianego z piasku ze śródleśnych wydm. W 1848 miejsce potyczki polsko-pruskiej, rozbity został oddział powstańczy Macieja Kotowskiego. W latach 1941–1944 istniał w przysiółku Zawidzyn hitlerowski obóz pracy. Po wojnie funkcjonowało tu kino wiejskie.
W latach 1934–1954 roku istniała gmina Czarnylas. W latach 1954–1972 wieś należała i była siedzibą władz gromady Czarnylas. W latach 1975–1998 miejscowość administracyjnie należała do województwa kaliskiego.
W sąsiadującym z kaplicą baptystyczną (obecnie biblioteka) domu krytym strzechą odbywały się spotkania mormonów pod przewodnictwem pastora Schteibla. Przekaz historyczny wzmiankuje o obecności 7 wyznań na terenie Czarnylasu. Obecnie działalność duszpasterską na terenie wsi prowadzi: kościół rzymskokatolicki i kościół ewangelicko-augsburski.

## Zabytki
- kościół poewangelicki, od 1945 rzymskokatolicki pw. Najświętszej Maryi Panny Niepokalanie Poczętej z lat 1856-1860, eklektyczny, z neoromańskim wyposażeniem, w tle głównego ołtarza znajduje się okno z witrażem przedstawiającym herb Hohenzolernów. Posiada wieżę na planie kwadratu. Powstał z cegieł ciosanych z rudy darniowej żelaza (czerwono-brązowa, szorstka), ufundowany przez fundację Gustawa Adolfa i fundację Ludwiki Radziwiłł z Antonina,
- kaplica baptystyczna z lat międzywojennych, po II wojnie światowej zaadaptowana na kino wiejskie, później przekształcona w bibliotekę publiczną,
- kościół rzymskokatolicki Najświętszego Serca Jezusa z 1925 roku, posiada neobarokową wieżyczkę,
- kościół staroluterański a obecnie ewangelicko-augsburski z lat 1889-1900, neogotycki, z wieżą o strzelistym hełmie,
- 2 cmentarze ewangelickie i rzymskokatolicki z 1947 r.
- pastorówka powstała około roku 1900.

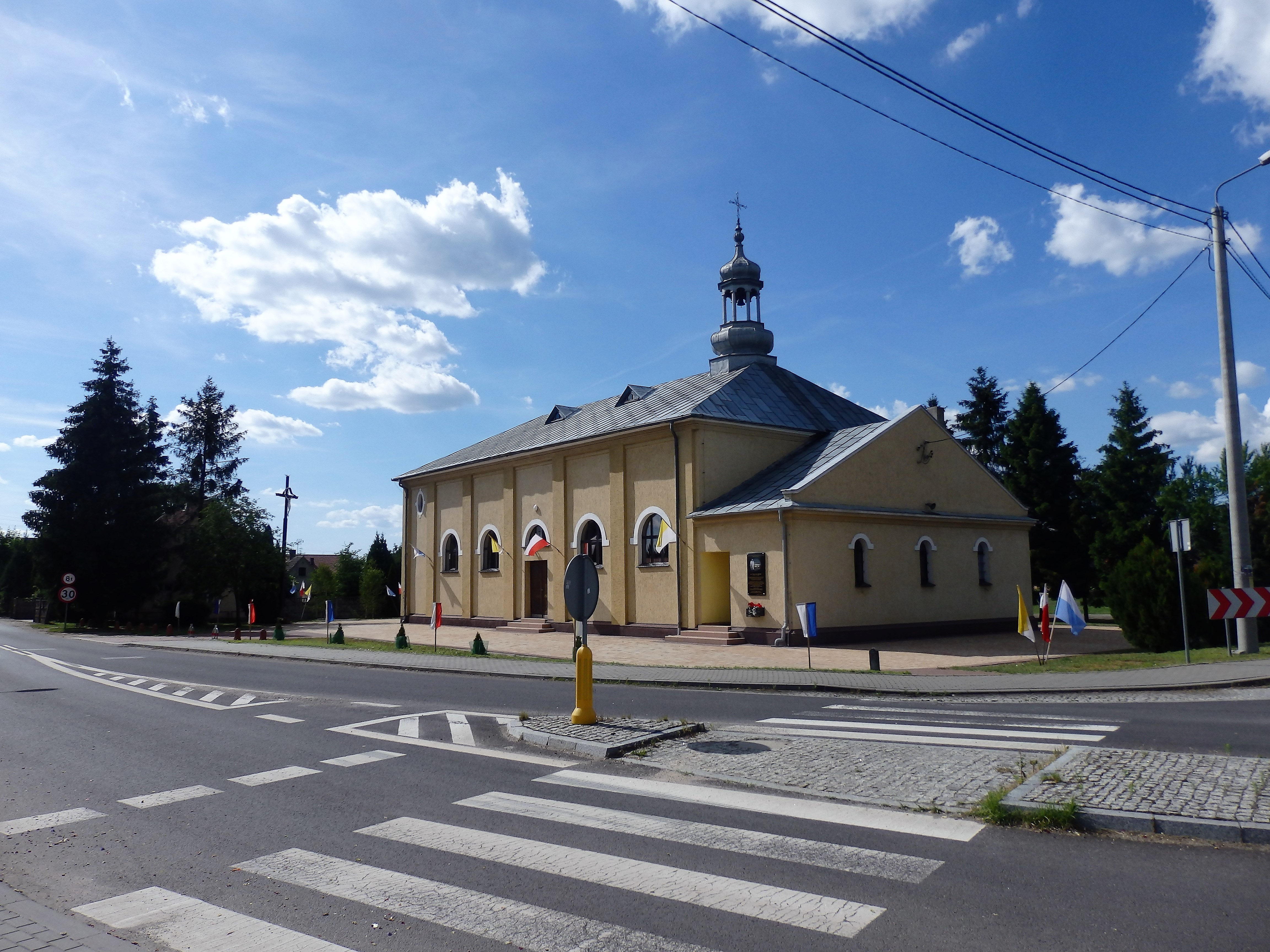
Kościół Najświętszego Serca Jezusa w Czarnymlesie
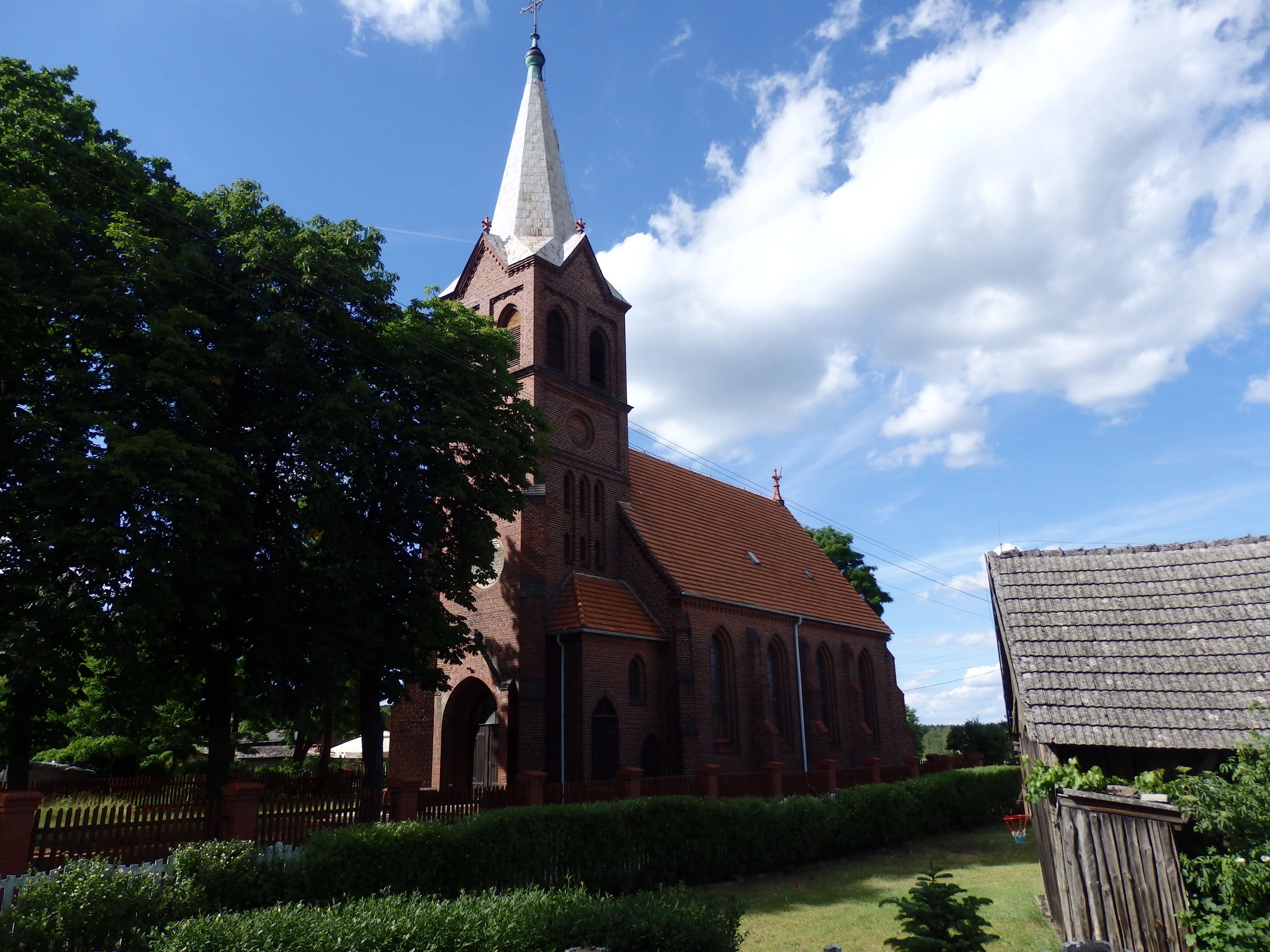
Kościół Ewangelicko-Augsburski w Czarnymlesie
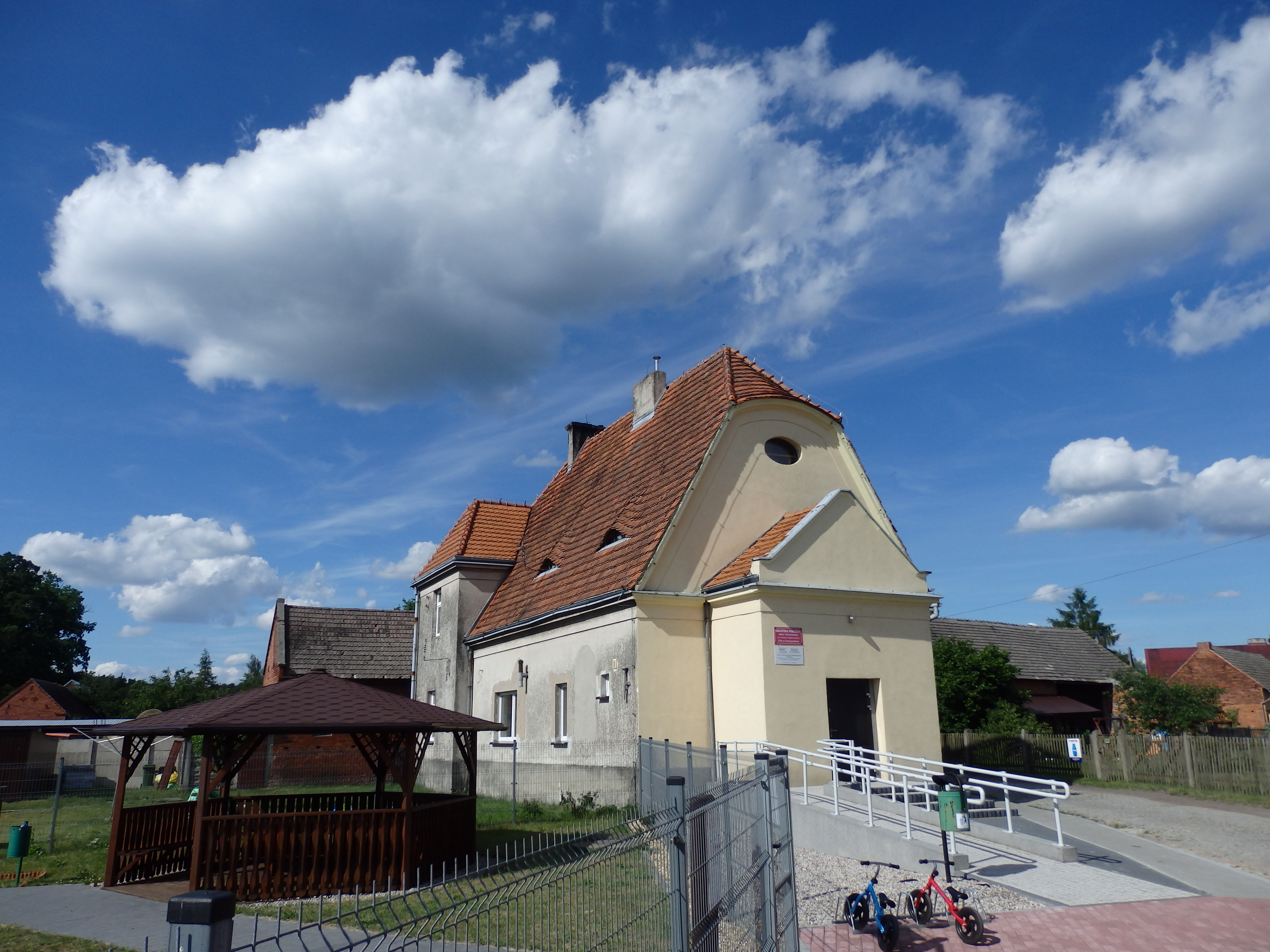
Dawna kaplica baptystyczna w Czarnymlesie, obecnie biblioteka publiczna

## Przyroda
- Las Świeca,
- Las Antonin,
- Las Moja Wola,
- Obszar Chronionego Krajobrazu Wzgórza Ostrzeszowskie i Kotlina Odolanowska.
- przy pastorówce rośnie dąb o obwodzie 4 metrów,
- w posesji Ryszarda Latoń znajduje się zamieszkane gniazdo bociana białego,

## Sport
- Ludowy Klub Sportowy Czarnylas – Polski klub piłkarski z Czarnegolasu, założony w 1926 roku. W sezonie 2008/09 klub grał w III lidze grupie kujawsko-pomorsko-wielkopolskiej. Sezon 2009/2010 rozpoczął jednak w IV lidze. Obecnie (sezon 2023/2024) klub gra w kaliskiej klasie B, gr. wielkopolskiej XI[6].
- Rok założenia: 1926
- Barwy: Bordowo – Białe

## W kulturze
Z Czarnegolasu pochodził pradziadek pisarza Johna Maxwella Coetzee, laureata Literackiej Nagrody Nobla (2003). Nazywał się Balcer Dubyl (Balthazar du Biel), ur. w 1844 r. w Czarnymlesie, zmarł w 1923 w Stellenbosch (Afryka Południowa). Dubyl był Polakiem.